# Winfried Schäfer
Winfried "Winnie" Schäfer (* 10. ledna 1950, Mayen) je německý fotbalový trenér a bývalý záložník. Od ledna 2021 trénuje katarský Al-Khor SC. Jako trenér působil v Západním Německu, Ázerbájdžánu, Thajsku, SAE nebo Íránu, kde mu u místního Esteghlal FC dělal asistenta Jiří Saňák.

## Klubová kariéra
Schäfer odehrál 403 zápasů v Bundeslize, vstřelil 46 gólů. V sezoně 1969/1970 vyhrál s Borussií Mönchengladbach ligu, a s Kickers Offenbach pohár.

## Trenérská kariéra
S trenéřinou začínal v roce 1982 s rezervou Mönchengladbachu, po konci profesionální kariéry se v Gladbachu stal skautem. V roce 1986 se stal trenérem Karlsruher SC, které vedl až do roku 1998; v sezoně 1993/94 tým dovedl do semifinále Poháru UEFA. Po konci v Karlsruhe krátce vedl Stuttgart a Tennis Borussia Berlin. Poté se vydal za exotickými angažmá, v listopadu 2001 se stal trenérem reprezentace Kamerunu, se kterou v roce 2002 vyhrál Africký pohár národů. Po konci smlouvy trénovat v Emirátech Al-Ahli Dubai a Al Ajn FC než se přestěhoval do ázerbájdžánského FK Baku. V červenci 2011 se Schäfer stal trenérem thajské reprezentace, angažmá ukončil 4. června 2013, již následující den byl oznámen jako dočasný trenér Muangthong United FC. V červenci 2013 převzal jamajskou reprezentaci. S Jamajkou dosáhl historického úspěchu na Zlatém poháru 2015, kde se tým dokázal dostat až do finále, které prohráli s Mexikem 1:3. V říjnu 2017 se stal trenérem íránského Esteghlal FC, za svého asistenta si zvolil Jiřího Saňáka.